# Władysław Segda
Władysław Hipolit Segda (Przemyśl, 23 maggio 1895 – Edimburgo, 1994) è stato uno schermidore polacco, vincitore di due medaglie di bronzo nella scherma ai giochi olimpici.